# Mollisia melaleuca
Mollisia melaleuca (Fr.) Brunaud – gatunek grzybów z rodziny Mollisiaceae.

## Systematyka i nazewnictwo
Pozycja w klasyfikacji według Index Fungorum: Mollisia, Mollisiaceae, Helotiales, Leotiomycetidae, Leotiomycetes, Pezizomycotina, Ascomycota, Fungi.
Po raz pierwszy takson ten opisał w 1822 roku Elias Fries, nadając mu nazwę Peziza melaleuca. Obecną, uznaną przez Index Fungorum nazwę, nadał mu w 1886 r. Paul Brunaud, przenosząc go do rodzaju Mollisia.
Ma 7 synonimów nazwy naukowej. Niektóre z nich:
- Mollisia echinicola (Sacc.) Mussat 1901
- Tapesia melaleuca (Fr.) Rehm 1885[2].

## Morfologia
Owocnik
Apotecja o średnicy 0,5-1–2 mm, początkowo miseczkowate lub kielichowate, potem płaskie i pofalowane, często promieniście pomarszczone i pępówkowate, bez trzonu, o woskowatej konsystencji. Hymenofor o barwie od szarawej do popielatej, z wiekiem białawy do bladokremowego. Zewnętrzna strona szorstka, czarnobrązowa do czarniawej.
Cechy mikroskopowe
Subikulum utworzone z cylindrycznych, septowanych strzępek, czasem rozgałęzionych, o ścianach lekko pogrubionych, brązowych, o średnicy 3 µm. Worki cylindryczne do maczugowatych, lekko zakrzywione, z 8 zarodnikami w dwóch rzędach, ze sprzążką bazalną i aparatem apikalnym, amyloidalne, 40–56(60) x 5–6 µm. Parafizy nitkowate, stopniowo i nieco powiększone w kierunku wierzchołka, proste lub rozgałęzione u podstawy, z 2–3 przegrodami powyżej tego rozgałęzienia, z kilkoma gutulami różnej wielkości, często większymi w jednej trzeciej dolnej części, małymi w górnej jednej trzeciej. Mają wielkość 61–68 x (2)2,5–3,5 µm, i przewyższają worki o około 10 µm. Zarodniki wąsko elipsoidalne do podłużnie elipsoidalnych, proste do lekko zakrzywionych, z tendencją do tworzenia przegród po osiągnięciu dojrzałości, z kilkoma średniej wielkości gutulami, szkliste, 7–12 × 2–3,5 µm, średnio 9,1 × 2,4 µm, Q = 3,79. Ekscypulum zbudowane z dwóch rodzajów komórek; w warstwie zewnętrznej kulistych z pogrubioną ścianą, brązowych, do 20 µm średnicy; w warstwie wewnętrznej różnokształtnych, szklistych. Włosy brzeżne cylindryczne, czasami nieco powiększone w kierunku wierzchołka, septowane, brązowawe, stopniowo maczugowate do kulistych i ciemnobrązowe w kierunku podstawy na zewnętrznej powierzchni hymenium, o wymiarach do 50 × 4–5 µm.
Hymenofor pod działaniem KOH żółty do oliwkowego.

## Występowanie i siedlisko
Znane jest występowanie Mollisia melaleuca w Ameryce Północnej, Europie i Azji. Występuje również w Polsce.
Grzyb saprotroficzny występujący na pozbawionym kory drewnie drzew liściastych.